# Ohtaius mushanus
Ohtaius mushanus là một loài bọ cánh cứng trong họ Endomychidae. Loài này được Ohta miêu tả khoa học năm 1931.